# Неогумбольдтіанство
Неогумбольдтіанство — напрям у лінгвістиці, який характеризується прагненням вивчати мову в тісному зв'язку з культурою її носіїв.
Напрям отримав свою назву у зв'язку з тим, що проблема «мова і народ» вперше була поставлена на широкій науковій основі Вільгельмом фон Гумбольдтом. Гумбольдт вважав, що у мові закладено певне світобачення, в якому знаходить відображення духовний світ народу — носія мови. Мова знаходиться між людиною й зовнішнім світом, і людина бачить світ таким, яким він зафіксований у рідній мові. Вийти із ніби зачарованого кола, описаного мовою навколо людини можна лише тоді, коли вступити в інше коло — вивчити іншу мову. В свою чергу перехід на іншу мову спричиняє зміну світобачення. На цих теоретичних засадах і на вченні про внутрішню форму мови, яка, на думку Гумбольдта, фіксує особливості національного світогляду, ґрунтується неогумбольдтіанство.
Виокремлюють два різновиди неогумбольдтіанства: європейське й американське.